# Earl Butz
Earl Lauer Butz, né le 3 juillet 1909 à Albion (Indiana) et mort le 2 février 2008 à Washington D.C., est un homme politique américain. Membre du Parti républicain, il est secrétaire à l'Agriculture entre 1971 et 1976 dans l'administration du président Richard Nixon et dans celle de son successeur Gerald Ford.